# Pentelský mramor

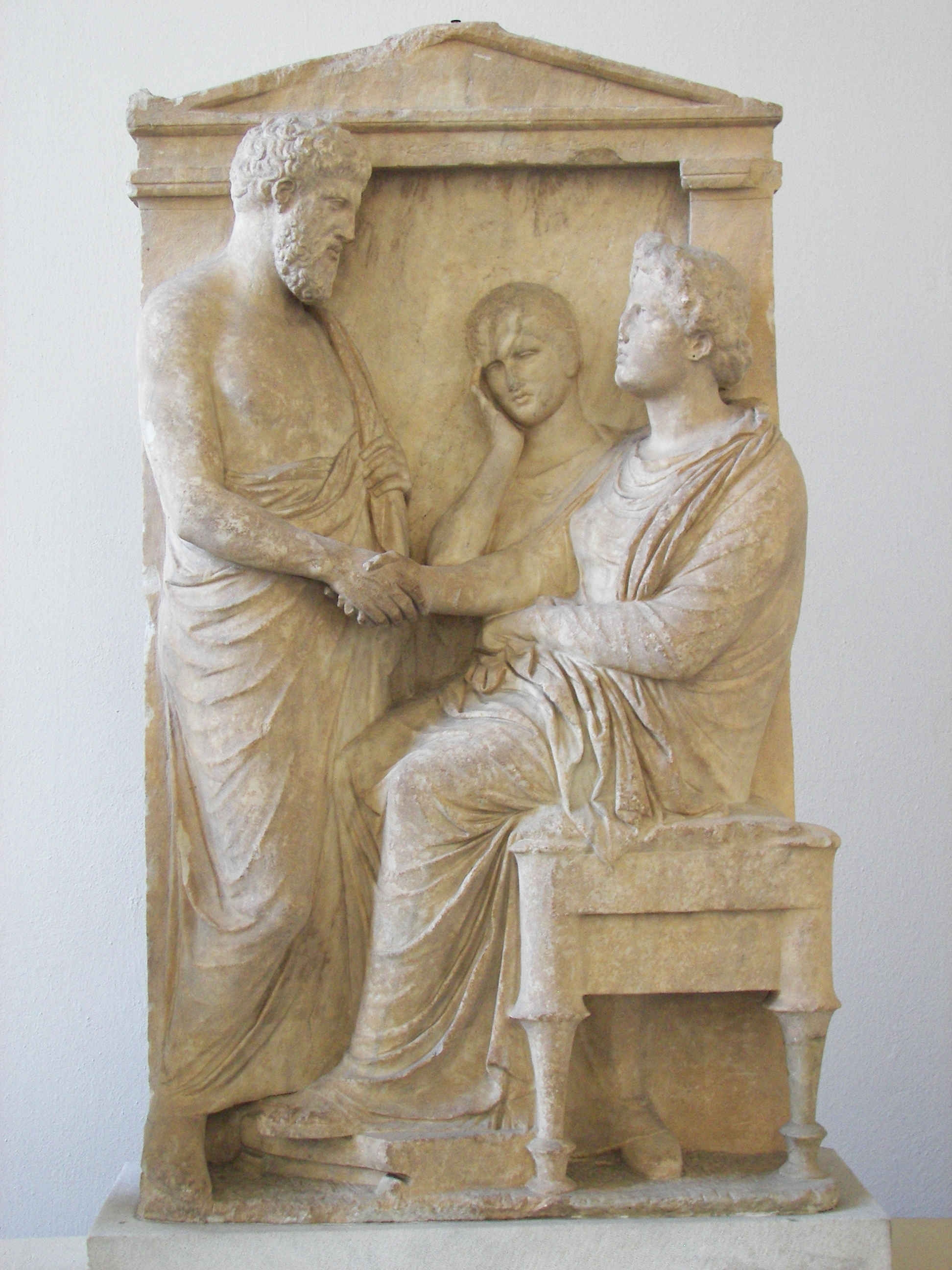
Náhrobní relief Thrasea a Euandrie, z pentelického mramoru. Antická sbírka v Pergamon muzeum, Berlín

Pentelský mramor nebo také pentelický mramor či pentelikonský mramor (latinsky marmor pentelicum) je stavební a dekorativní kámen z Řecka a má již od starověku značný historický význam. Je jedním z více druhů mramoru v Attice. Pentelický mramor z hory Pentelicus je mimořádně kvalitní a byl použit k výstavbě velké části athénské Akropole. Byl také vyvážen do Říma, kde se používal pro stavby a pro sochy.

## Pojmenování
Své pojmenování dostal od horského masivu Pentelikon, známého jako Pendeli, ve kterém se nacházely starověké kamenolomy. Klášter Pendeli, postavený na místě starověké obce Pentele, si převzal její původní jméno. Pojmenování těchto hor v době poantické bylo Brilessos.

## Naleziště

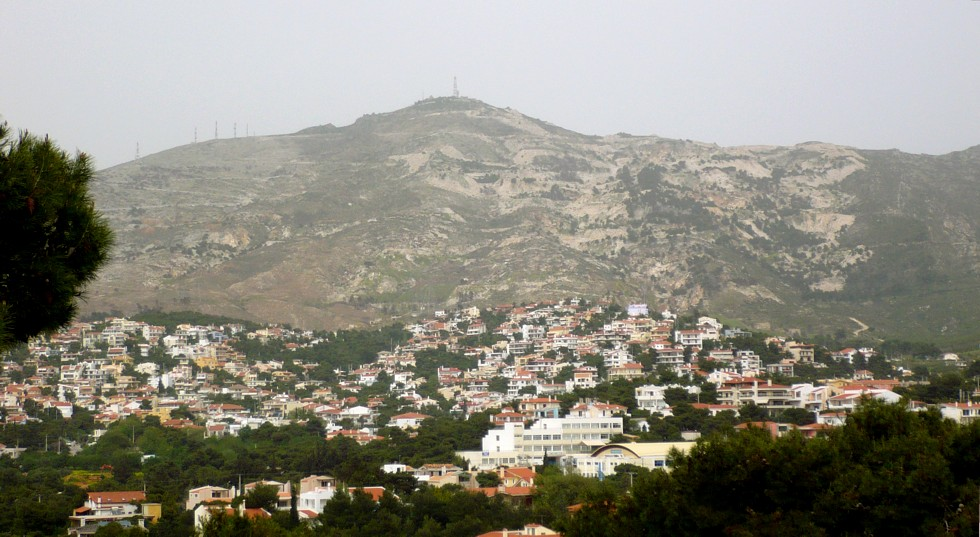
Masív Pentelikonu se starými lomy

Mramor se těžil na úbočí horského masivu Pentelikon na severovýchodním okraji Athén. Starověké kamenolomy se nacházely ve vysoké nadmořské výšce na jihozápadní straně hory. Většina novověkých kamenolomů je na jejím západním úbočí, východně od athénské čtvrti Kifisia / Kephissia. Z Athén od Akropole jsou při jasném počasí dobře viditelné.
K antickým kamenolomům vede stará cesta, po které byly kamenné bloky klouzáním dopravovány dolů. Tato stará cesta vede až do asi sedmi set metrů nad mořem. Nejvyšší starobylý kamenolom je ve výši asi 1 020 metrů nad mořem.

## Vznik, vlastnosti, mineralogie
V antické těžební zóně (kolem 25 lomů) procházejí mramorem jemné vrstvy chloritu, a ukazují tak jeho zvrstvení. Tyto kontaktní zóny jsou zvláště náchylné ke zvětrávání a představují specifický problém pro zachování četných antických staveb. Proto jsou silně zvětralé části starých budov nahrazovány novým kamenem.
V  kamenolomech se těží bílý a světle šedý jemnozrnný mramor. V ložisku je zřetelná vrstevnatost, která se vyznačuje šedými pruhy. Typická velikost zrn je mezi 0,5 a 1 milimetrem, zřídka až 2 milimetry. V mramoru se kromě kalcitu nacházejí i další minerály. Jedná se o chlorit a o příměsi minerálů pyrit nebo křemen. Barva mramoru z jeho nejčistších lavic je bílá. Uvedená ložiska mají šedé a mírně nazelenalé tóny. Z novodobých těžebních míst se získává  světlý mramor se světle šedými až šedozelenými místy. Po dlouhém období mu atmosférické vlivy dávají zlatou, okrově zbarvenou patinu, která je výsledkem přeměny pyritu na minerály limonitového komplexu a hematitu.
Pentelikonský mramor je jemnozrnný kalcitický mramor. Jeho složení je charakterizováno následujícími průměrnými hodnotami (v hmotnostních procentech): CaO 54,80; MgO 1,55; Si02 1,10; Fe2O3 0,14; Al2O3 0,20; K2O 0,09; Na2O 0,04; 0,02 MnO a uhličitanový zbytek 43,05. To znamená, že je v něm zastoupeno 98 procent kalcitu.
Mramorové ložisko je doprovázeno fylity a vápencovou břidlicí (vápenec se silně usměrněnou strukturou). V přechodových zónách se proto v mramoru vyskytují zřetelné zelenavé pruhy.

## Historie
V předkřesťanském období bylo z pohoří Pentelikon vytěženo značné množství mramoru. Řecký spisovatel a geograf Pausanias zaznamenal zmínku o pentelském mramoru již ve 2. století. Během vlády Perikla (5. století před naším letopočtem) těžba mramoru v této oblasti vzrůstala. V době římské říše jeho těžba dále pokračovala. Lepsius odhadoval, že těžené množství mohlo být kolem 400 000 metrů krychlových. Těžební stěny byly až 30 metrů vysoké a k sobě vzájemně v pravém úhlu. To dokazuje vysoce profesionální technologii staré mramorové těžby, protože při jejím pokračování bylo možno stále znovu a znovu získávat pravoúhlé hrubé bloky mramoru.
V období vlády Andrease Papandreou se kolem roku 1994 těžba zastavila, protože byl vydán zákaz používání výbušnin. Provozovatelé lomů se však již používání výbušnin vyhýbají a používají šetrnější metodu těžby pomocí spirálové pily (Helikoidalsäge).

## Použití
Níže je několik vybraných reprezentativních příkladů použití pentelického mramoru. Typické uplatnění ve starověku byly sochy a architektonické prvky. V moderní době se používá pro všechny myslitelné případy výzdoby interiérů a exteriérů. Pokud jde o export, hraje pentelický mramor spolu s dalšími bílými mramory z Řecka významnou národní roli.
Starověké Athény
- Parthenón na Akropoli, sloupy
- Propyleje
- Erechtheion na Akropoli
- Chrám Dia Olympského
- Héfaistův chrám
- Panathénský stadion (140 po Kristu, od Héródés Attikos, obnovený pentelickým mramorem)
- Philopapposmonument (Gaius Iulius Antiochus Epiphanes Philopappus - římský senátor)

Moderní Athény
- Athénská akademie (1856, Theophil von Hansen)
- Athénská univerzita (1841, Theophil von Hansen)
- Univerzitní knihovna (1841, Theophil von Hansen)
- Národní archeologické muzeum (1874, Ludwig Lange, Ernst Ziller)
- Koncertní sál megaron (1991, Emanouil Vourkelas)
- Muzeum Akropole (2007, Bernard Tschumi)

### Galerie

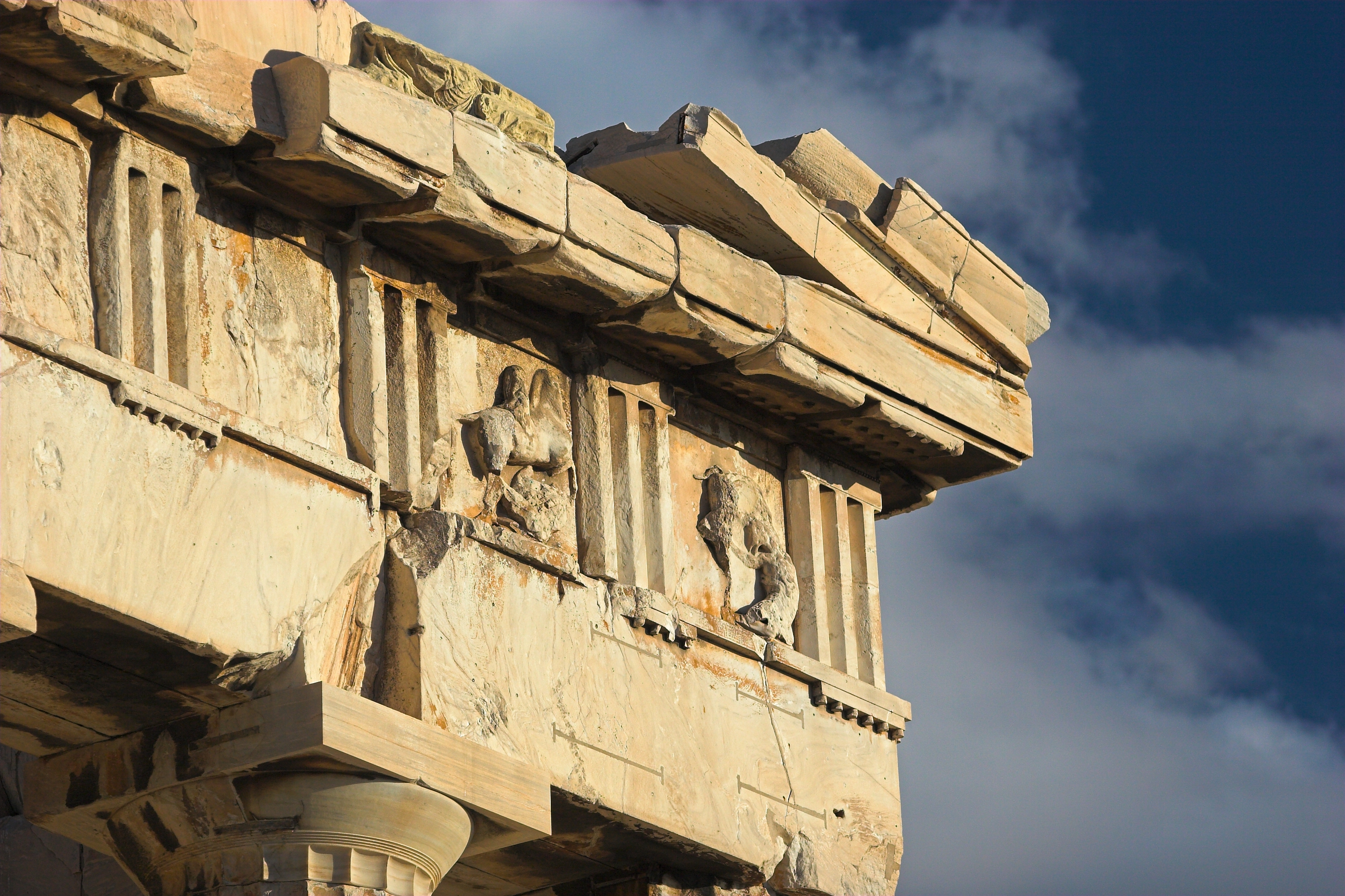
Štít, vlys a architráv v chrámu Parthenon na Akropoli
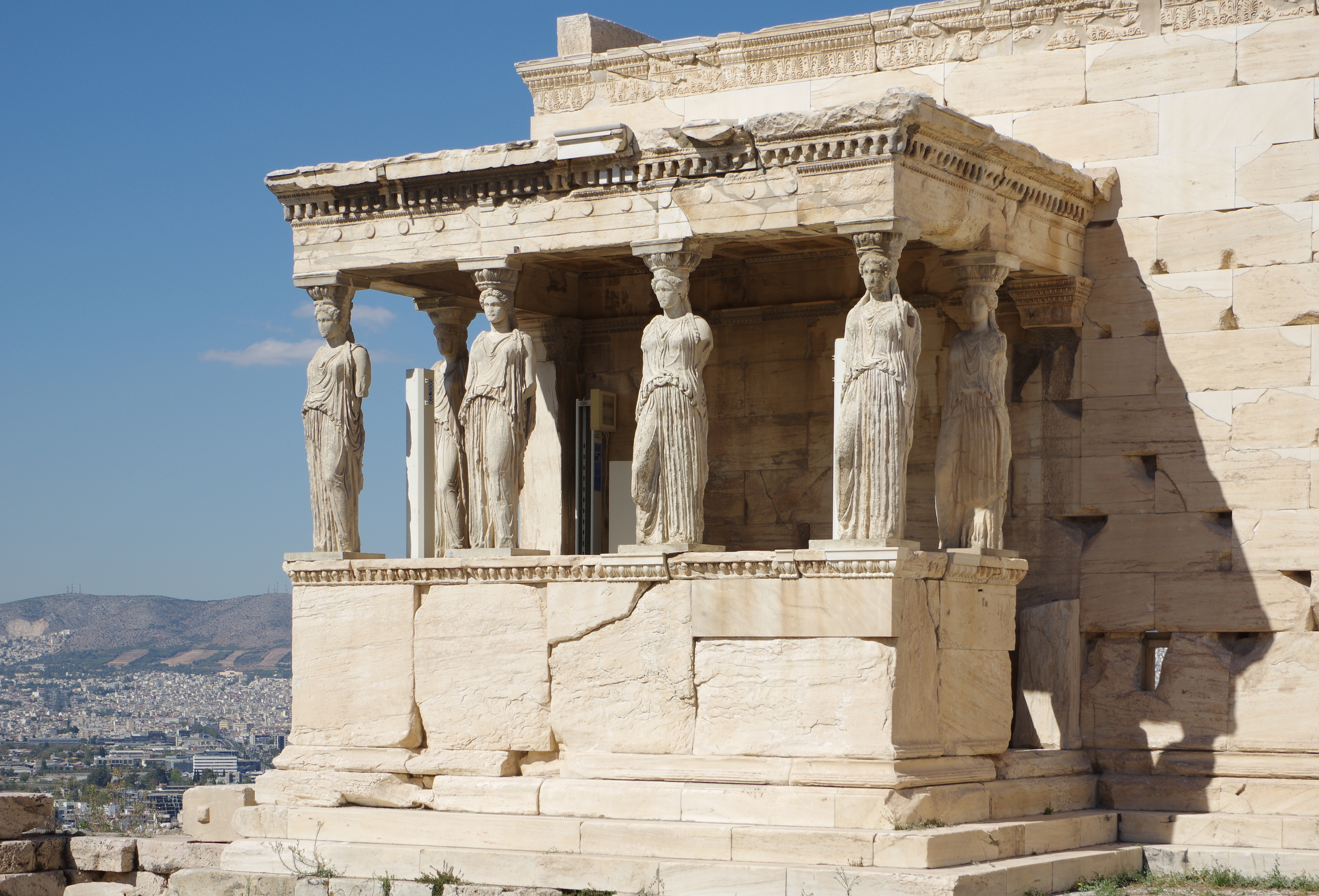
Erechtheion
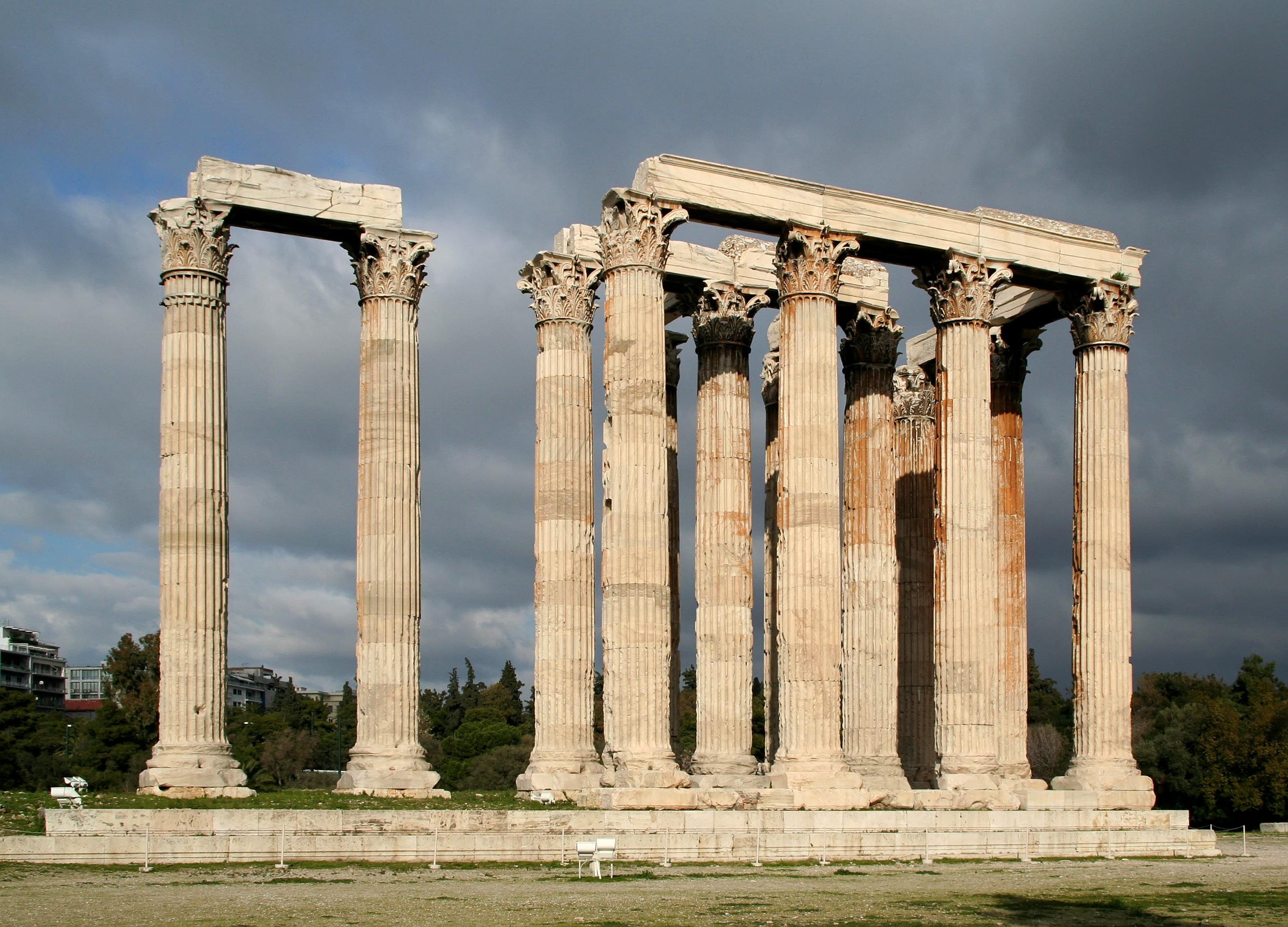
Chrám Dia Olympského
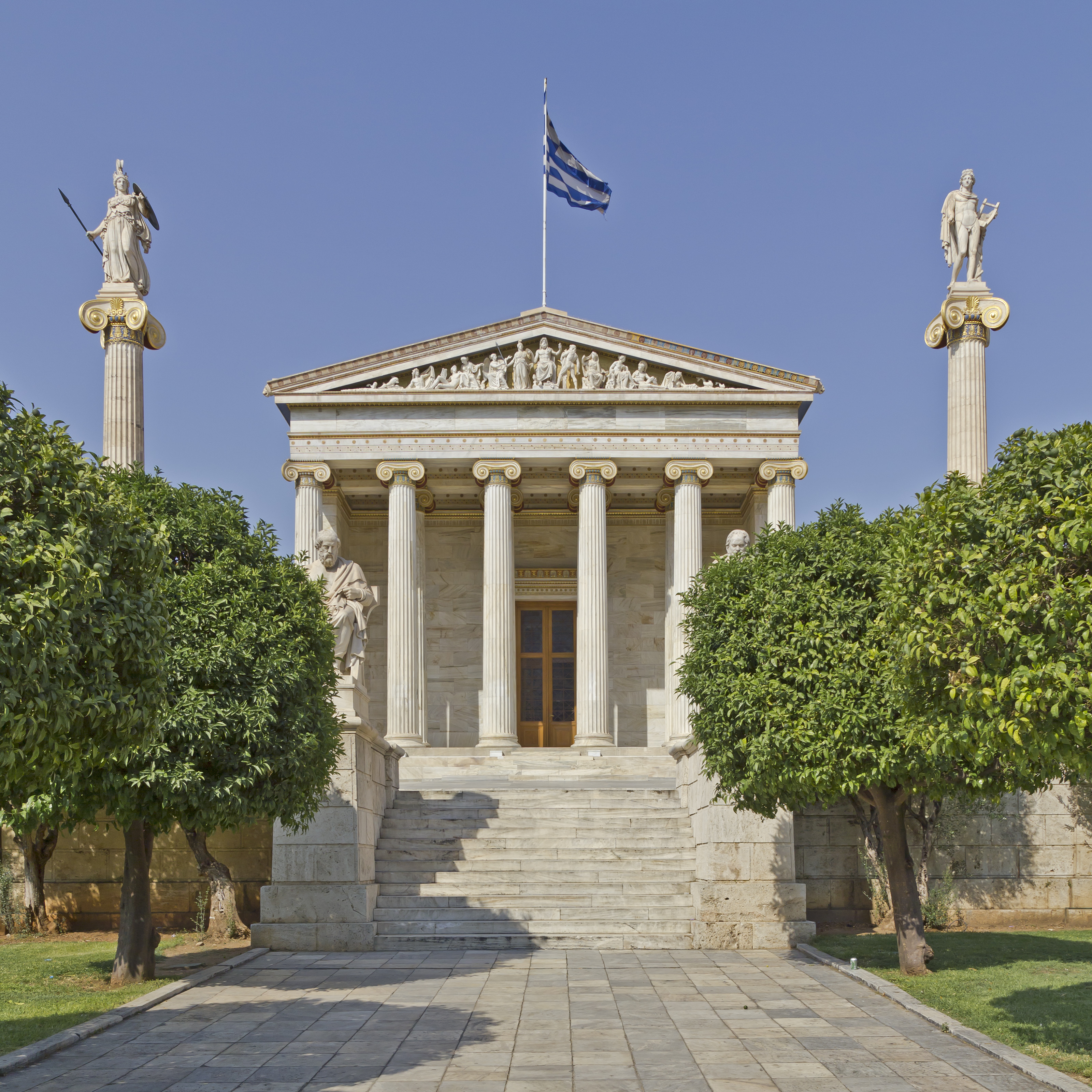
Athénská akademie
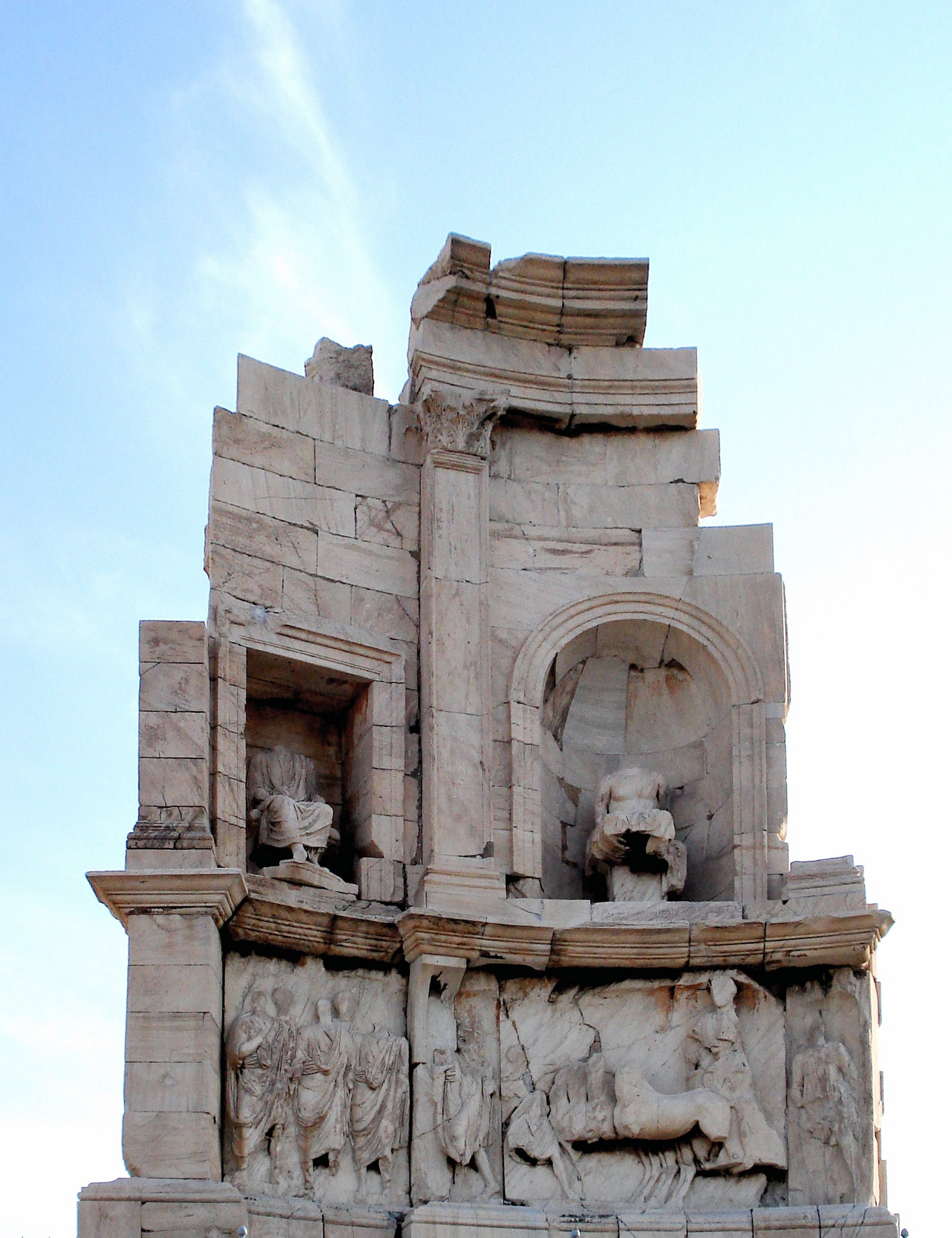
Hrobka římského senátora Philopappose v Athénách
Národní archeologické muzeum
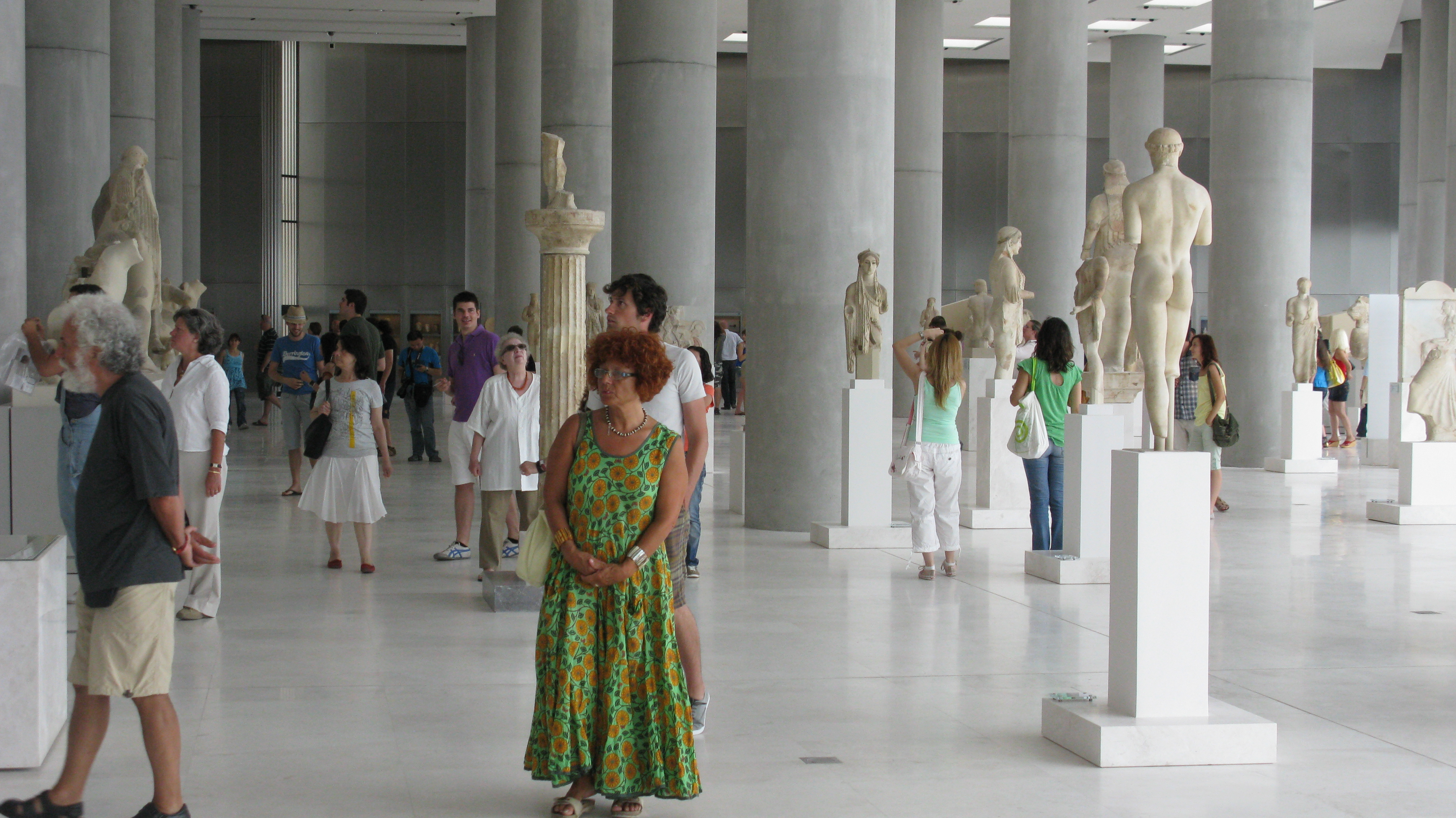
Interiér Muzea Akropole v Athénách

## Konkurenční mramory
Existuje řada konkurenčních mramorů z řeckého poloostrova Attika a z dalších středomořských lomů. Jako alternativní stavební a dekorační kámen se používá zejména hymétský mramor, který se těží jihovýchodně od Athén. Díky svému šedému zabarvení se užívá pro dosažení kontrastu v architektonických prvcích.
Ve starověku bylo obvyklé používání rozličných druhů mramorů pro různé architektonické prvky. Nebyl důvod se obávat dopravních vzdáleností, zejména pokud  je námořní cesta mohla levně překonávat. Významné mramory, které se v Řecku používaly podobně, jsou tasoský mramor (Marmor Thassos) a parský mramor.